# Günter Joetze
Günter Joetze (* 17. Februar 1933 in Bad Reichenhall; † 28. Juli 2019 in Berlin) war ein deutscher Diplomat. Er war von 1973 bis 1974 Botschafter der Bundesrepublik Deutschland in Niger und nach seinem Ruhestand Präsident der Bundesakademie für Sicherheitspolitik. 

## Leben
Günter Joetze studierte an der Ludwig-Maximilians-Universität München, der Albert-Ludwigs-Universität Freiburg und der Friedrich-Alexander-Universität Erlangen-Nürnberg Rechtswissenschaft. Außerdem studierte er an der Paul H. Nitze School of Advanced International Studies in Bologna und in London. Er war Mitglied des Corps Hubertia Freiburg (1953) und des Corps Baruthia (1955). Mit einer Doktorarbeit bei Ludwig Schnorr von Carolsfeld wurde er in Erlangen zum Dr. iur. promoviert.
1963 trat er in den Auswärtigen Dienst der Bundesrepublik Deutschland. Er war an den Botschaften in Moskau, Phnom Penh und Sàigòn akkreditiert. Von 1973 bis 1974 war er Botschafter in Niger. Von 1973 bis 1987 war er Unterhändler bei den Verhandlungen über die Mutual and Balanced Force Reductions. Von 1975 bis 1984 war er Direktor für die Ost-West-Beziehungen bei den Treffen zur Konferenz über Sicherheit und Zusammenarbeit in Europa. Von 1984 bis 1987 war er Generalkonsul in Los Angeles. Danach vertrat er die Bundesregierung bei den Verhandlungen der Organisation für Sicherheit und Zusammenarbeit in Europa in Wien.
Seit 1995 im Ruhestand, war Joetze von 1995 bis 1999 Präsident der Bundesakademie für Sicherheitspolitik. An der Freien Universität Berlin hatte er einen Lehrauftrag zum Konfliktmanagement. Zuletzt lehrt er gelegentlich als Gastdozent an der Universität Bonn.

## Monografien
- Die sogenannte Superlativreklame in der Dogmatik des Werberechts (= Berliner juristische Abhandlungen. Bd. 5). Duncker & Humblot, Berlin 1962.
- Der letzte Krieg in Europa?. Der Kosovo und die deutsche Politik. Deutsche Verlags-Anstalt, Stuttgart u. a. 2001, ISBN 3-421-05502-5.
- Doctrine and Practice of the Preventive War. Its Impact on European Security (= PRIF-Reports. No. 70). Hessische Stiftung Friedens- und Konfliktforschung, Frankfurt am Main 2004, ISBN 3-937829-02-4.
- Der Irak als deutsches Problem (= Studien der Hessischen Stiftung Friedens- und Konfliktforschung. Sonderband). Nomos, Baden-Baden 2010, ISBN 978-3-8329-5365-2.

## Beiträge in Sammelbänden
- Conflict prevention and crisis resolution – The role of the CSCE, in: Reimund Seidelmann (Hrsg.): Crisis Policies in Eastern Europe – Imperatives, Problems and Perspectives. Nomos, Baden-Baden 1996, ISBN 3-7890-4312-5, S. 205–213.
- The OSCE Mission in Moldova, in: S. Neil McFarlane, Oliver Thänert (Hrsg.): Balancing Hegemony – The OSCE in the CIS. Center for International Relations, Queen’s University Kingston, Ontario 1997, S. 133–144.
- The Relations between Turkey and the EU – Stocktaking and Prospects, in: Hüseyin Bagci, Jackson Janes, Ludger Kühnhardt (Hrsg.): Parameters of Partnership: The U.S. – Turkey – Europe (= Schriften des Zentrum für Europäische Integrationsforschung. Bd. 14). Nomos, Baden-Baden 1999, S. 69–77.